# Willi Warncke
Willi Warncke (* 22. Mai 1902; † Oktober 1943 im Mittelmeer) war ein deutscher kommunistischer Widerstandskämpfer gegen den Nationalsozialismus, Häftling im KZ Sachsenhausen und NS-Opfer.

## Leben
Warncke bestritt nach dem Besuch der Volksschule seinen Lebensunterhalt als Angestellter. Er trat in die Kommunistische Partei Deutschlands (KPD) ein und engagierte sich gegen den aufkommenden Nationalsozialismus. Nach der Machtübertragung an die NSDAP 1933 setzte er seinen politischen Widerstand illegal fort. Als die Gestapo davon Kenntnis erhielt, wurde er verhaftet und von einem Gericht zu einer Freiheitsstrafe verurteilt und anschließend in das KZ Sachsenhausen überstellt. Ende der 1930er Jahre wurde er zusammen mit den Hamburger Kommunisten Bernhard Bästlein, Franz Jacob, Robert Abshagen, Gustav Bruhn, Camillo Friede, Rudolf Klug, Franz Reetz, Adolf Wendt, Hein Bretschneider und Hans Christoffers aus dem KZ entlassen. Er arbeitete nun als Angestellter in der Lagerabteilung einer Hamburger Firma. Nach dem Beginn des Zweiten Weltkrieges fand er Verbindung zur Widerstandsgruppe „Bästlein-Jacob-Abshagen“, die Verfolgten half und ausländische Zwangsarbeiter unterstützte. Als ein Genosse sich vor der Gestapo verstecken musste, gewährte ihm Warncke eine Übernachtung in einer seiner Lagerhallen. Auch dank seiner Hilfe konnte der auf der Flucht befindliche Franz Jacob sich einen Monat lang vor der Gestapo verstecken.
Im Verlaufe des Krieges wurde Warncke, der als „wehrunwürdig“ erklärt worden war, in das Strafbataillon 999 eingezogen und kam im Mittelmeerraum zum Einsatz, wo er im Oktober 1943 den Tod fand.